# هيديوكي سودو
هيديوكي سودو (باليابانية: 須藤 秀之) (مواليد 5 أبريل 1974)، هو لاعب كرة قدم سابق كان يلعب كمدافع.